# Maisie Symonds
Maisie Symonds (2 februari 2003) is een voetbalspeelster uit Engeland. Ze speelt als middenvelder voor Brighton & Hove Albion in de Super League.

## Clubcarrière
Symonds maakte in mei 2021 haar debuut voor Brighton & Hove Albion in de Super League in een wedstrijd tegen Bristol City. Al eerder was ze voor de club in actie gekomen in een 6-0 FA Cup overwinning op Huddersfield FC. Op 17 juni 2021 tekende Symonds haar eerste profcontract bij Brighton & Hove Albion.
Tijdens haar tweede seizoen bij de club maakte Symonds in een wedstrijd tegen Leicester City haar eerste doelpunt voor Brighton & Hove Albion. Dit doelpunt werd na afloop van het seizoen verkozen tot 'doelpunt van het seizoen'. In september 2022 moest Symonds herstellen van klierkoorts die ze had opgelopen tijdens een trip in de voorbereiding op het seizoen 2022/23 in Beieren, Duitsland.
Door The Football Association werd Symonds omschreven als een 'rijzende ster van de Seagulls'.
Op 7 augustus 2023 verlengde Symonds haar contract in Brighton.

## Statistieken
| Seizoen | Club                   | Land     | Competitie   | Wedstrijden | Doelpunten |
| ------- | ---------------------- | -------- | ------------ | ----------- | ---------- |
| 2020/21 | Brighton & Hove Albion | Engeland | Super League | 2           | 0          |
| 2021/22 | Brighton & Hove Albion | Engeland | Super League | 16          | 1          |
| 2022/23 | Brighton & Hove Albion | Engeland | Super League | 4           | 0          |
| 2023/24 | Brighton & Hove Albion | Engeland | Super League | 20          | 0          |
| 2024/25 | Brighton & Hove Albion | Engeland | Super League | 13          | 0          |
| Totaal  | Totaal                 | Totaal   | Totaal       | 55          | 1          |

Laatste update: 26 maart 2025

## Interlandcarrière
Symonds werd in maart 2025 voor het eerst opgeroepen voor het Engelse nationale team voor de UEFA Nations League wedstrijden tegen België in april 2025.